# Управа царина (Србија)
Управа царина као орган управе у саставу Министарства финансија, обавља послове државне управе и стручне послове који се односе на: царињење робе, царински надзор и друге послове контроле путника и промета робе и услуга са иностранством, као и друге послове одређене Законом о царинској служби.

## Послови Управе царине
Сходно Закону о царинској служби, послови Управе царина су:
- спровођење мера царинског надзора и царинске контроле која обухвата претходне, превентивне и накнадне царинске контроле над царинском робом, одређене законом и другим прописима
- спровођење царинских поступања и царинских формалности
- вршење обрачуна и наплате увозних и других дажбина, акциза и пореза на додату вредност и накнада за робу која се увози, односно извози у складу са прописима
- вршење послова у вези са принудном наплатом
- издавање обавештења о примени царинских и других прописа из надлежности Управе царина и обавезујућих обавештења о сврставању и пореклу робе
- спровођење законом предвиђених поступака у циљу откривања царинских прекршаја, привредних преступа и кривичних дела и подношење пријава тужилаштву или другим надлежним државним органима
- подношење захтева за покретање прекршајних поступака и издавање прекршајног налога, улагање редовних и ванредних правних лекова, те учествовање у процесним радњама и радњама извршења судских одлука
- прикупљање, евидентирање и обрада података потребних за спровођење поступка на сузбијању кријумчарења, истражних поступака и за спровођење накнадне царинске контроле
- вођење управног поступка за поступке који су јој дати у надлежност Царинским законом
- вршење контроле уношења и изношења динарских и страних средстава плаћања у међународном путничком и пограничном промету са иностранством
- вршење контроле уношења, изношења и провоза робе за коју су прописане посебне мере ради сигурности, заштите здравља и живота људи, животиња и биљака, заштите животне средине, националног блага, историјских, уметничких или археолошких вредности, заштите интелектуалне или индустријске својине и друго
- вођење евиденција из свог делокруга
- обрада и статистичко праћење података о увозу и извозу
- иницијативе за покретање поступка за вођење преговора и закључивање међународних уговора из делокруга царинске службе и сарадња и размена података са страним царинским и другим службама и међународним организацијама
- сарадња и размена информација са надлежним државним органима, јавним или другим организацијама и страним администрацијама
- испитивање у име других царинских администрација (замолним путем), у складу са међународним уговорима
- хемијско-технолошка и друга испитивања узорака робе у царинској лабораторији, у сврху правилног сврставања робе по Царинској тарифи
- други послови у складу са законом и другим прописима

Послове из надлежности Управе царина обављају Централа Управе царина и царинарнице. Централа обавља послове у седишту Управе царина преко унутрашњих организационих јединица. Царинарнице се оснивају у већим привредним и саобраћајним центрима када то захтевају обим, структура и токови роба у путничком и робном промету са иностранством или други интереси привреде. За обављање свих или неких послова из надлежности царинарница оснивају се као организационе јединице царинарнице одсеци, реферати, царинске испоставе, царински реферати и царински пунктови, и могу бити у седишту или изван седишта царинарнице.
Одлуку о оснивању, почетку и престанку рада царинарница, царинских испостава, одсека и царинских реферата, доноси Влада на предлог министра финансија. На предлог министра, изузетно, уколико је то економичније, Влада може одредити да спровођење мера царинског надзора и послова царинске контроле путничког промета са иностранством на аеродромима са мањим обимом ваздушног саобраћаја, у лукама наутичког туризма и другим граничним организационим јединицама са мањим обимом промета, обавља орган државне управе надлежан за контролу преласка државне границе. Када спровођење мера царинског надзора и послова царинске контроле путничког промета са иностранством обављају службеници органа државне управе надлежног за контролу преласка државне границе, царинска служба им пружа стручну помоћ и даје упутства за рад.

## Управљање Управом царине
Управом царина руководи директор, који обезбеђује координацију рада и јединствену примену закона и прописа из делокруга Управе царина на целом царинском подручју. Директор Управе царина има више помоћника директора који руководе једном од области рада органа и помоћника директора координатора који координише рад више повезаних области, помаже директору у раду и замењује га док је одсутан. Радом царинарнице руководи управник који је одговоран директору за законито и благовремено обављање послова из делокруга рада царинарнице.

### Царинарнице Управе царине
Царинарнице Управе царине су следеће (без царинских испостава, одсека и реферата):
- Царинарница Београд са седиштем у Београду
- Царинарница Вршац са седиштем у Вршцу
- Царинарница Димитровград са седиштем у Димитровграду
- Царинарница Зрењанин са седиштем у Зрењанину
- Царинарница Кладово са седиштем у Кладову
- Царинарница Крагујевац са седиштем у Крагујевцу
- Царинарница Краљево са седиштем у Краљеву
- Царинарница Крушевац са седиштем у Крушевцу
- Царинарница Ниш са седиштем у Нишу
- Царинарница Нови Сад са седиштем у Новом Саду
- Царинарница Приштина са седиштем у Нишу
- Царинарница Сомбор са седиштем у Сомбору
- Царинарница Суботица са седиштем у Суботици
- Царинарница Ужице са седиштем у Ужицу
- Царинарница Шабац са седиштем у Шапцу

## Царински службеници
Царински службеници су државни службеници који обављају послове царинске службе из делокруга Управе царина. У обављању послова царинске службе царински службеник има, у оквиру радног места на које је распоређен, овлашћења прописана законом о царинској служби и другим прописима који регулишу овлашћења запослених у државним органима. Царински службеник може обављати постове у оквиру својих овлашћења у службеној и цивилној одећу. Царински службеник који обавља послове сузбијања кријумчарења, обавештајне послове и послове унутрашње контроле има право и обавезу да носи оружје и муницију.
Царински службеник, поред државног стручног испита, мора да има положен посебан стручни испит за царинског службеника. Царински службеник има обавезу да положи посебан стручни испит за царинског службеника у року од две године од дана заснивања радног односа.

### Звања царинских службеника
Звања царинских службеника су:
- Виши царински саветник
- Виши царински инспектор
- Самостални царински саветник
- Самостални царински инспектор
- Царински саветник
- Царински инспектор
- Млађи царински саветник
- Млађи царински инспектор
- Царински сарадник
- Царински прегледач
- Млађи царински сарадник
- Млађи царински прегледач
- Царински референт
- Царински надзорник
- Млађи царински референт
- Млађи царински надзорник

#### Еполете звања царинских службеника
| Звања царинских службеника Управе царина                                                  | Звања царинских службеника Управе царина |
| ----------------------------------------------------------------------------------------- | ---------------------------------------- |
| Звања                                                                                     | Изглед еполете                           |
| управник царинарнице и начелник одељења                                                   |                                          |
| координатор послова у царинарници и стручни консултант управника                          |                                          |
| руководиоци ужих унутрашњих јединица у зависности од степена стручне спреме (III)         |                                          |
| руководиоци ужих унутрашњих јединица у зависности од степена стручне спреме (II)          |                                          |
| руководиоци ужих унутрашњих јединица у зависности од степена стручне спреме (I)           |                                          |
| царински службеници распоређени на радно место са високим образовањем од најмање 240 ЕСПБ |                                          |
| царински службеници распоређени на радно место са високим образовањем од 180 ЕСПБ         |                                          |
| царински службеници распоређени на радно место са средњом стручном спремом                |                                          |